# Тунекти, Себастьян
Себастьян Тунекти (араб. سيباستيان توناكتي‎; норв. Sebastian Tounekti; род. 13 июля 2002, Тромсё, Тромс) — тунисский футболист, вингер клуба «Хёугесунн» и сборной Туниса.

## Клубная карьера
Тунекти — воспитанник клуба «Тромсдален» из своего родного города. 30 сентября 2018 года в матче против «Улл/Киса» он дебютировал в Первом дивизионе Норвегии. В начале 2020 году Тункети перешёл в «Будё-Глимт». 16 июня в матче против «Викинга» он дебютировал в Типпелиге. 27 августа в отборочном поединке Лиги Европы против литовского «Кауно Жальгирис» Себастьян забил свой первый гол за «Будё-Глимт». В своём дебютном сезоне он стал чемпионом Норвегии. В 2021 году для получения игровой практики Тунекти на правах аренды перешёл в нидерландский «Гронинген». 

## Международная карьера
Себастьян родился в Норвегии в семье выходцев из Туниса. Тунекти выступал за выступал за юношеские сборные Норвегии. В 2021 году он принял решение выступать за Тунис. 7 октября 2021 года в отборочном матче чемпионата мира 2022 против сборной Мавритании Тунекти дебютировал за сборную Туниса. 

## Достижения
Клубные
«Будё-Глимт»
- Победитель Элитсерии: 2020